# Crna glava
Crna glava (srbochorvatsky Црна глава, 2139 m n. m.) je hora v pohoří Bjelasica ve východní části Černé Hory. Nachází se na území opštiny Berane asi 5 km západně od osady Lubnice. Pod severními svahy hory leží Ursulovačko jezero. Crna glava je nejvyšší horou celého pohoří.
Na vrchol lze vystoupit po značené turistické cestě ze střediska Biogradsko jezero.